# El Valle del Espíritu Santo
El Valle del Espíritu Santo – miasto w Wenezueli, w stanie Nueva Esparta.